# Sangue gitano (film 1918)
Sangue gitano (Carmen) è un film muto del 1918 diretto da Ernst Lubitsch che ha come protagonista Pola Negri, all'epoca una delle attrici preferite di Lubitsch.

## Trama
In Spagna la bella zingara Carmen viene salvata dalla prigionia dal capitano Don Josè che se ne innamora perdutamente, ma ignora che lei si sia invaghita già di un altro uomo: il torero Escamillo. Infatti la relazione fra Don Josè e la ballerina dura ben poco e il capitano una sera all'osteria, ormai schiumante di rabbia, tenta di parlare con Carmen ma questa riesce a fuggire grazie all'aiuto delle sue amiche; Don Josè ormai accecato dal dispiacere incontra Escamillo e tra i due nasce un duello all'ultimo sangue, interrotto in tempo da Carmen. La donna dichiara ormai di aver rotto ogni rapporto con Don Josè e gli chiede di lasciarla in pace, ma questi si ripresenta fuori dalla corrida dove Carmen sta andando a incontrare Escamillo e la implora di amarlo; la zingara, nuovamente, lo respinge, donna libera senza legami. Don Josè, allora, la uccide.

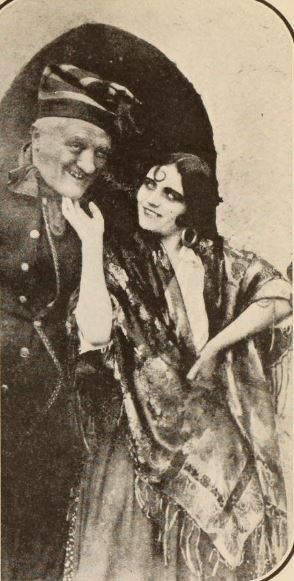

## Produzione
Il film fu prodotto dalla Projektions-AG Union (PAGU) e dall'Universum Film (UFA).

## Distribuzione
Distribuito dalla Universum Film (UFA), il film uscì in Germania il 20 dicembre 1918 con il titolo originale Carmen che venne usato anche in Polonia e in Spagna. Negli USA, fu distribuito dall'Associated First National Pictures, Incorporated l'8 maggio 1921, ribattezzato Gypsy Blood: A Love Tale of Old Spain (titolo in versione lunga) e Gypsy Blood (in quella abbreviata).
Copia del film esiste in un positivo da 16 mm. (dalla versione USA di 80 minuti del 1921) ed è stata distribuita in DVD nel 2006. Nel 2010, la pellicola è stata proiettata al Festival di Locarno, nell'ambito di una retrospettiva dedicata a Lubitsch.